# Laomedia healyi
Laomedia healyi is een tienpotigensoort uit de familie van de Laomediidae. De wetenschappelijke naam van de soort is voor het eerst geldig gepubliceerd in 1970 door Yaldwyn & Wear.